# Monet asszony és fia
A Monet asszony és fia Pierre-Auguste Renoir festménye, amely a washingtoni National Gallery of Art gyűjteményének része.
A festmény 1874 nyarán egy szokatlan csoportos festés alkalmával készült Claude Monet argenteuil-i házának kertjében. Ezen a nyáron Édouard Manet a Szajna túlpartján, családja gennevilliers-i házában nyaralt. A két festő gyakran találkozott azon a nyáron, és számos alkalommal csatlakozott hozzájuk Pierre-Auguste Renoir is.
Egy alkalommal Renoir meglátogatta a Monet családot, és amikor odaért, Manet éppen őket festette, Monet viszont barátját örökítette meg. Renoir vásznat, ecsetet és festéket kért kölcsön, és Manet mellé állva megfestette a Monet asszony és fia című képét. Manet festménye, A Monet család argenteuil-i kertjében a New York-i Metropolitan Művészeti Múzeum gyűjteményének része, Monet alkotásáról viszont nem tudni, hogy hol van.